# Bernard Paul
Bernard Paul (14 de marzo de 1930 – 6 de diciembre de 1980) fue un director, guionista y actor cinematográfico de nacionalidad francesa, compañero sentimental de la actriz Françoise Arnoul.

## Biografía
Su nombre completo era Bernard Alexandre Paul, y nació en París, Francia.
Bernard Paul cursó estudios de matemáticas superiores y, tras formarse en el Institut des hautes études cinématographiques, se inició como consejero técnico y ayudante de destacados directores como Jean Giono (Crésus, 1960), René Clément (Les Félins, 1964) y, sobre todo, Costa-Gavras, con el cual mantuvo una gran amistad. Con él trabajó en Compartiment tueurs (1965) y Un homme de trop (1967). En 1964, durante el rodaje de Compartiments tueurs, Bernard Paul conoció a la actriz Françoise Arnoul, con la cual inició una relación sentimental. 
De ideología comunista, Paul pensó en la posibilidad de hacer un documental sobre la situación en Vietnam, un proyecto ambiciosos para un primer film, y que no llegó a cumplirse. A continuación, y durante tres años, trabajó duro en otro proyecto que vio la luz en 1968 gracias a la ayuda financiera institucional y a la producción en cooperativa. Fue Le Temps de vivre, un film acerca de aquellos a los que el cine habitualmente olvidaba, los obreros. Dio una visión realista, ni condescendiente ni complaciente, sobre un mundo que él conocía bien. Françoise Arnoul ayudó al hombre al que admiraba, sometiendo su carrera para apoyarle. La película tuvo un estreno discreto 1969, se exhibió durante seis meses y, tras una gira por la Francia social, fue mostrada en una gira por la Europa Oriental y la Unión Soviética.
Bernard Paul dirigió Beau masque en 1972, basada en la novela de Roger Vailland, siempre con su mirada de etnólogo y humanista sobre la condición obrera, sobre sus luchas y, también, sobre sus amores. Fue este último aspecto el que más valoró el público, aunque el film no obtuvo un gran éxito. Bernard Paul no se desanimó por ello y, en su siguiente película, rodada en 1977, puso su cámara en las viviendas de protección pública de Sarcelles para filmar el malestar de los suburbios y la poca esperanza en el futuro que existía entre sus modestos habitantes. Fue Dernière sortie avant Roissy, que no tuvo tampoco un gran éxito de público.
Bernard Paul soñaba con hacer una cinta sobre los escándalos petroleros, pero se asoció con el director Jérôme Kanapa para rodar Histoire d’aller plus loin (1978), un documental sobre la moribunda metalurgia del este de Francia. Sin embargo, a Bernard Paul le quedaba poco tiempo de vida, y falleció a causa de un cáncer a finales de 1980 en París, tras 16 años de vida en común con Françoise Arnoul.

## Filmografía

### Dirección y guion
- 1969 : Le Temps de vivre, con Marina Vlady y Frédéric de Pasquale.
- 1972 : Beau masque, con Dominique Labourier y Luigi Diberti.
- 1977 : Dernière sortie avant Roissy, con Sabine Haudepin, Pierre Mondy, Françoise Arnoul.

### Codirección
- 1978 : Histoire d’aller plus loin, documental codirigido con Jérôme Kanapa.

### Ayudante de dirección
- 1956 : Pitié pour les vamps, de Jean Josipovici, con Viviane Romance, Gisèle Pascal y Geneviève Kervine
- 1956 : Le Sang à la tête, de Gilles Grangier, con Jean Gabin y Renée Faure
- 1957 : Jusqu'au dernier, de Pierre Billon, con Raymond Pellegrin, Jeanne Moreau y Paul Meurisse
- 1957 : Le Triporteur, de Jacques Pinoteau, con Darry Cowl y Béatrice Altariba
- 1958 : En bordée, de Pierre Chevalier, con Jean Richard, Philippe Clay y Nadine Tallier
- 1958 : Le Sicilien, de Pierre Chevalier, con Fernand Raynaud y Pascale Roberts
- 1959 : L’Auberge en folie, de Pierre Chevalier, con Denise Grey y Rudy Hirigoyen
- 1960 : Le Cercle vicieux, de Max Pécas, con Claude Titre y Claude Farell
- 1960 : Crésus, de Jean Giono, con Fernandel, Marcelle Ranson-Hervé y Rellys
- 1961 : Les Nouveaux Aristocrates, de Francis Rigaud, con Paul Meurisse y Mireille Darc
- 1964 : D'où viens-tu Johnny ?, de Noël Howard, con Johnny Hallyday y Sylvie Vartan
- 1964 : Les Félins, de René Clément, con Alain Delon y Jane Fonda
- 1964 : L'Enfer, de Henri-Georges Clouzot
- 1965 : Fifi la plume, de Albert Lamorisse, con Philippe Avron y Mireille Nègre
- 1965 : Compartiment tueurs, de Costa-Gavras, con Simone Signoret y Yves Montand
- 1967 : Un homme de trop, de Costa-Gavras, con Charles Vanel y Bruno Cremer
- 1979 : Clair de femme, de Costa-Gavras, con Romy Schneider y Yves Montand

### Consejero técnico
- 1962 : Et Satan conduit le bal, de Grisha Dabat, con Jacques Perrin, Catherine Deneuve y Bernadette Lafont
- 1963 : Les Grands Chemins, de Christian Marquand, con Anouk Aimée, Robert Hossein y Renato Salvatori

### Actor
- 1965 : Psycho a Go-Go, de Al Adamson, con Roy Morton y Tacey Robbins.
- 1965 : Compartiment tueurs, de Costa-Gavras, con Simone Signoret y Yves Montand.
- 1967 : Un homme de trop, de Costa-Gavras, con Charles Vanel y Bruno Cremer.
- 1978 : En l’autre bord, de Jérôme Kanapa, con Toto Bissainthe y Macha Méril.